# Nina Laaf
Nina Laaf, née en 1977 à Hilden (Rhénanie-du-Nord-Westphalie) en Allemagne, est une sculptrice allemande.

## Biographie
Nina Laaf étudie de 2010 à 2017 à l'académie des beaux-arts de Karlsruhe dans la classe de Silvia Bächli, John Bock et Harald Klingelhöller. Elle est l'élève de Harald Klingelhöller de 2016 à 2017. Elle vit et travaille à Karlsruhe.

## Style
Nina Laaf construit de grandes sculptures et des installations de la taille d'une salle à partir de plusieurs petits éléments. Elle juxtapose délibérément différents matériaux, formes et couleurs. Ses formes artistiques sont basées sur des objets quotidiens qu'elle retire de leur contexte conventionnel.
Ses grandes installations exigent la participation du spectateur. Ses œuvres se réfèrent souvent spécifiquement à leur lieu d'exposition.

## Expositions (sélection)

### Expositions individuelles
- 2018 : Nina Laaf - tiptoe, City Gallery, Karlsruhe[1]
- 2016 : Diplom betwixt, Académie des Beaux-Arts de Karlsruhe[2]

### Expositions de groupe
- 2019 : Welle, sculpture du cycle path Bauland-Odenwald, Seckach[3]
- 2018 : Embarkation, Nina Laaf & Lukas Giesler, Galerie Sebastianskapelle, Ulm[4]
- 2017 : TOP 0017, exposition des étudiants en master de l'AdBK Karlsruhe, Kunsthalle Göppingen, Göppingen[5]
- 2017 : 23e salon des artistes de Karlsruhe, Conseil régional de Karlsruhe[6]
- 2016 : Regionale #17 - Opportunismus, EADAEN, Strasbourg, France[7]
- 2016 : Régionale #17 - Vom Tragen und Stützen, M54, Bâle, Suisse[8]
- 2016 : Kunstweg am Reichenbach #11 (2016-2018), Gernsbach[9]

## Prix
- 2019 : Boursière de la cité internationale des arts de Paris (séjour 2020)[10]
- 2018 : Bourse du Land de Bade-Wurtemberg
- 2018 : Prix Hanna Nagel[11],[1]
- 2017 : Prix de la 23e foire des artistes de Karlsruhe[12]
- 2013 : Prix de l'Académie, exposition d'hiver Académie des Beaux-Arts de Karlsruhe